# Bahnhof Jonzac
Der Bahnhof Jonzac befindet sich im Südwesten der Kleinstadt Jonzac im Département Charente-Maritime. Die Bahntrasse der Bahnstrecke Chartres–Bordeaux verläuft hier nahezu in Nordwest-Südost-Richtung und parallel zur Seugne an deren linkem Ufer. Von der Stadt gelangt man über die Avenue du Général de Gaulle (D 699, ehem. RN 141) zur Rue Alsace-Lorraine, die einen über die gesamte Breite des Bahnhofsgebäudes gehenden Vorplatz Zugang zum Bahnhofsgebäude zulässt. Links neben dem Bahnhofsvorplatz waren einige Abstellgleise, deren Fläche heute gleislos brach liegt.

## Geschichte
Die Strecke wurde von Pons aus in Richtung Bordeaux von der Compagnie du chemin de fer de Paris à Orléans. Am 26. Januar 1870 wurde die Strecke bis Jonzac fertiggestellt und eröffnet. Der weitere Streckenverlauf konnte kriegsbedingt erst eineinhalb Jahre später fertiggestellt werden. Auch im nächsten Bahnhof Montendre war zunächst Streckenende. Erst drei Jahre später konnte die Strecke bis Bordeaux vollendet werden.
Güterabfertigung ist seit den 1980er Jahren nicht mehr möglich.

## Architektur

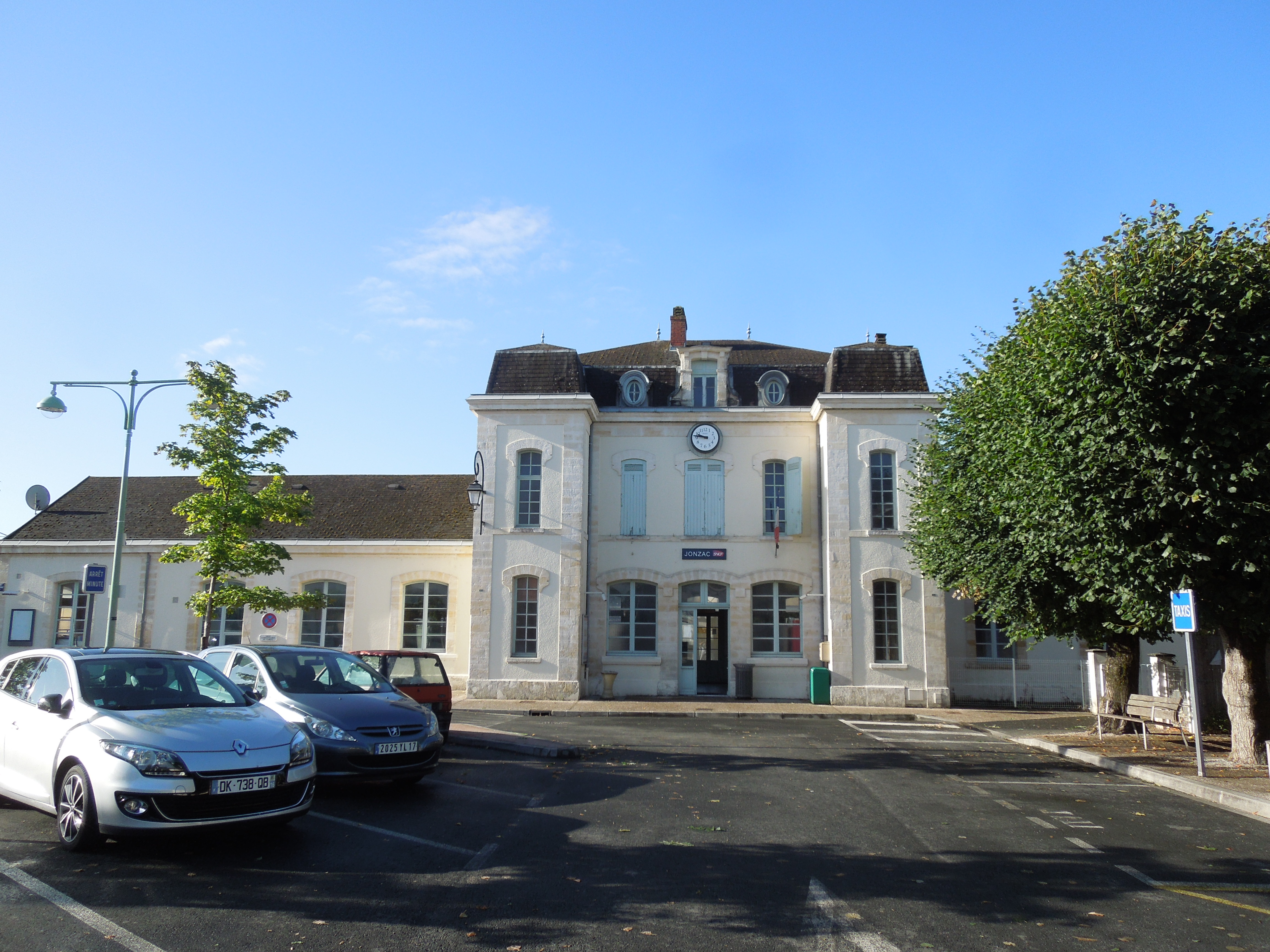
Frontseite des Bahnhofs

Das zweistöckige, nach vorn fünfachsige Bahnhofsgebäude mit seinen beiden Seitenflügeln hat einen repräsentativen Charakter. Dieser Eindruck wird durch die Lage am Ende der Rue Alsace-Lorraine mit dem hofförmigen Bahnhofsvorplatz verstärkt. Der Bau ist im Stil des Historismus gehalten und durch die beiden Seitenrisalite gut gegliedert. Im Gegensatz zu anderen Bahnhofsgebäuden dieser Größe, die von dieser Gesellschaft errichtet worden sind, ist der Bau reichhaltig dekoriert. Das Krüppelwalmdach ist schiefergedeckt.

## Service
Der Bahnhof besitzt trotz seines recht geringen Personenaufkommen einen besetzten Fahrkartenschalter. Auf der nicht elektrifizierten Bahnstrecke halten alle Züge des Transport express régional, die zwischen La Rochelle und Bordeaux in der Regel durchgehend verkehren, und die Intercités in Richtung Bordeaux–Toulouse–Marseille. Werktags verkehren insgesamt zehn Zugpaare.